# Incredibile ma vero
Incredibile ma vero (Incroyable mais vrai) è una commedia del 2022, scritta e diretta da Quentin Dupieux. 

## Trama
Alain e Marie, sposati da anni, decidono di acquistare un'immensa villa immersa nel verde. La dimora presenta una particolarità bizzarra: chiunque si addentri nelle tubature sotterranee ringiovanisce di tre giorni.

## Produzione
La casa di produzione Wild Bunch ha annunciato la realizzazione del film nel gennaio del 2021.

## Distribuzione
Presentata, in anteprima mondiale, al Festival di Berlino, l'opera si è aggiudicata il Premio alla Migliore Sceneggiatura al Festival internazionale del cinema fantastico della Catalogna.
Il film di Dupieux non è stato ancora distribuito in Italia. Sono state edite copie home video in lingua originale sottotitolata. 

## Accoglienza
(Mymovies.it)
(Ilcineocchio.it)

## Riconoscimenti
- 2022 - Festival internazionale del cinema fantastico della Catalogna
  - Migliore Sceneggiatura a Quentin Dupieux
  - Candidatura al Miglior Film